# إس. جورج كاري
إس. جورج كاري هو مهندس معماري كندي، ولد في 1854 في أونتاريو في كندا، وتوفي في 1942.